# Throw Momma from the Train
Throw Momma from the Train (Brasil: Jogue a Mamãe do Trem / Portugal: Atira a Mamã do Comboio) é um filme estadunidense, dos gêneros humor negro e comédia, dirigido por Danny DeVito e estrelado por ele e por Billy Crystal. O filme, conta a história do professor Larry Donner e seu aluno Own Lift, eles montam um plano para matar as mulheres de suas vidas que os estão deixando loucos. Sua estreia se deu em 11 de dezembro de 1987.

## Elenco
- Billy Crystal - Larry Donner
- Danny DeVito - Owen Lift
- Anne Ramsey - Momma Lift
- Kim Greist - Beth Ryan
- Kate Mulgrew - Margaret Donner
- Branford Marsalis - Lester
- Rob Reiner - Joel
- Bruce Kirby - Detetive DeBenedetto
- Oprah Winfrey - Ela mesma

Farley Granger e Robert Walker aparecem por meio de imagens de arquivo de Strangers on a Train como Guy Haines e Bruno Anthony, respectivamente